# A Division 1953-1954 (Irlanda)
La stagione 1953-1954 è stata la trentatreesima edizione della League of Ireland, massimo livello professionistico del calcio irlandese.

## Classifica finale
|  |     | Classifica finale 1953-1954 | Pt | G  | V  | N | P  | GF | GS | DR  |
|  | --- | --------------------------- | -- | -- | -- | - | -- | -- | -- | --- |
|  | 1.  | Shamrock Rovers             | 30 | 22 | 11 | 8 | 3  | 44 | 20 | +24 |
|  | 2.  | Evergreen United            | 28 | 22 | 11 | 6 | 5  | 44 | 29 | +15 |
|  | 3.  | Drumcondra                  | 27 | 22 | 10 | 7 | 5  | 37 | 25 | +12 |
|  | 4.  | Cork Athletic               | 25 | 22 | 11 | 3 | 8  | 40 | 46 | -6  |
|  | 5.  | Limerick                    | 24 | 22 | 8  | 8 | 6  | 42 | 43 | -1  |
|  | 6.  | Shelbourne                  | 23 | 22 | 10 | 3 | 9  | 35 | 35 | 0   |
|  | 7.  | Waterford                   | 22 | 22 | 8  | 6 | 8  | 45 | 45 | 0   |
|  | 8.  | Bohemians                   | 20 | 22 | 8  | 4 | 10 | 41 | 36 | +5  |
|  | 9.  | Sligo Rovers                | 20 | 22 | 8  | 4 | 10 | 33 | 37 | -4  |
|  | 10. | Transport                   | 18 | 22 | 7  | 4 | 11 | 42 | 49 | -7  |
|  | 11. | St Patrick's                | 15 | 22 | 4  | 7 | 11 | 23 | 47 | -24 |
|  | 12. | Dundalk                     | 12 | 22 | 4  | 4 | 14 | 32 | 54 | -22 |

### Verdetti
- Shamrock Rovers campione d'Irlanda 1953-1954.

## Statistiche

### Squadre
- Maggior numero di vittorie:  Shamrock Rovers,  Evergreen United e  Cork Athletic (11)
- Minor numero di sconfitte:  Shamrock Rovers (3)
- Migliore attacco:  Waterford (45 gol fatti)
- Miglior difesa:  Shamrock Rovers (20 gol subiti)
- Miglior differenza reti:  Shamrock Rovers (+24)
- Maggior numero di pareggi:  Shamrock Rovers e  Limerick (8)
- Minor numero di pareggi:  Cork Athletic e  Shelbourne (3)
- Maggior numero di sconfitte:  Dundalk (14)
- Minor numero di vittorie:  St Patrick's e  Dundalk (5)
- Peggiore attacco:  St Patrick's (23 gol fatti)
- Peggior difesa:  Dundalk (54 gol subiti)
- Peggior differenza reti:  St Patrick's (-24)

### Capocannoniere
|  | Gol | Marcatore    | Squadra   |
|  | --- | ------------ | --------- |
|  | 14  | Danny Jordan | Bohemians |